# ナイト・オブ・シャドー 魔法拳
『ナイト・オブ・シャドー 魔法拳』（-まほうけん、原題：神探蒲松齢）は、2019年に公開されたジャッキー・チェン主演の中国映画。清代の怪異小説集『聊斎志異』の作者蒲松齢（1640-1715）を主人公のモデルにしている。
あるシーンでは、最新のVFXによって俳優を若返らせる“ディエイジング”技術が用いられ、20代のころのジャッキー本人の顔を細部にわたって分析し繊細なレタッチを重ねることにより、見た目にも若返っている。

## ストーリー
伝説によると、昔々ある所で妖怪が人間界を襲い、不幸な出来事が続いた。そんなある日、天から学者が現れて筆で不思議な絵を描き悪い妖怪を本に閉じ込めた。いい妖怪は彼の僕となったが、悪い妖怪は地獄に送られて稲妻で罰せられ、地獄の門の中で灰にされた。この学者が現れると妖怪達は震え上がり、慌てて逃げ出したという。
妖怪ハンターで小説家のプウ・スンリンは、人々を苦しめていた東方の海の極悪な妖怪を、陰陽の筆で教典に封印した物語を子供達に読み聞かせ、自分の本を売ろうとしていた。金華県の衛士ヤンフェイは、チェン隊長やチン三兄弟と共に骨董屋で起きた密室の盗難事件を捜査していた。そして町の南で起きた2件の宝石泥棒と同一犯と推理したが、チェン隊長に一蹴される。帰り際にプウの妖怪の話で脅かされた子供達の母親達からプウの逮捕を依頼され、ヤンフェイはプウの家へ向かう。母子達は妖怪ワンヤオの術で記憶を消され、プウの新作本を買わされてしまう。
ヤンフェイはプウを宝石泥棒と疑い捕縛するが、逆にウサギ結びにされて妖怪ピピの屁で気絶する。夜になると、妖怪シンショウに乗ってプウはヤンフェイと宝石泥棒を捕まえに行く。泥棒の正体は元々プウに使役されていた豚の妖怪チューヤオが、ロバのルメイと結婚したいがために、飼い主にそそのかされて盗みを働いていたのだ。プウはヤンフェイの天眼を開き、チューヤオを瓶に封印し、黒幕のロバの飼い主を捕まえる。
一方、知事の娘ププが、鏡屋に夜に見ると美しくなる鏡を買いにきた。鏡の妖魔チンヤオはププを操り輿に乗せて飛ばすが、途中で謎の男イエン・チュイシャが阻み、現れた美しい女妖怪シャオチンと術で戦う。チュイシャはシャオチンをお札で捕らえ、妖怪の霊（オーブ）を取り出そうとするが、シャオチンに吹き飛ばされ、ププを連れ去られてしまう。ヤンフェイはプウに一方的に弟子入りを請い、共にププ失踪事件の捜査に乗り出す。そしてワンヤオとププの痕跡を辿り、蘭若寺（らんじゃくじ）でシャオチンを見つける。
チュイシャは鏡の妖魔から鏡屋に誘い込まれて戦うが捕まり、間一髪のところをシャオチンに助けられ、やってきたプウによって鏡の妖魔は経典に封印される。チュイシャはプウの家で目を覚まし、皆で蘭若寺に向かう。そしてシャオチンと戦うが、皆次々に捕まってしまう。プウはシャオチンを経典に封印しようとするが、シャオチンを人間に戻したいチュイシャはこれを妨害して逃す。ヤンフェイは、壁画にピピを含む行方不明の少女達の魂が封印されていることを知事に報告し、隊長に任命される。
チュイシャは、かつてはツァイチェンという影の中でしか生きられない蛇の妖怪で、ある日シャオチンと出会い、彼女の影に身を隠すようになった。ツァイチェンは人間に憧れ、シャオチンの影を借りる代わりに、妖怪の霊をあげた。その後、蘭若寺を襲った山賊全員をシャオチンが殺したために霊が血で汚れ、人の魂を吸い取らないと老いて死んでしまう赤い妖怪となり、鏡の妖魔の仲間になってしまった。ツァイチェンは名をイエン・チュイシャと改め、悪い妖怪と倒しては霊を奪って力をつけた。血で汚れた霊を彼女から取り戻し、いつか再び人間に戻すために。
プウは一計を案じ、隊長になったヤンフェイの肩書を利用し、倉庫を酒楼に改装して若い娘達を集め、シャオチンを誘き寄せる。シャオチンは踊り子の姿で現れると、赤い大蛇の姿になりプウ達を襲うが、プウによって経典に封印され、少女達の魂は元に戻る。この功績によりヤンフェイは衛門府の責任者に抜擢される。
プウはツァイチェンの記憶を書き換え、人間として生きるように仕向けるが、ワンヤオの術によってツァイチェンは再び記憶を取り戻す。そしてプウをお札で磔にし、陰陽の筆を盗んで経典の門を開き中に入る。経典の世界ではまさに鏡の妖魔が処刑されるところだった。ツァイチェンは囚われたシャオチンから妖怪の霊を取り返すが、霊が血で汚れていたため凶悪な妖怪と化し、陰陽の筆を使って経典の世界を破壊し出したため、妖怪達が再び人間界に解き放たれてしまう。ツァイチェンは黄色い大蛇になって追ってきたプウ達を襲う。人間に戻ったシャオチンは自ら地獄の門に飛び込み、ツァイチェンもこれを追い、陰陽の間で彷徨おうとも一緒になることを選んだ。

プウはヤンフェイを弟子とし、教典から逃げ出した妖怪を捕まえる旅に出かける。机には『聊斎志異』が置かれ、そよ風で書き上げた「聶小倩（シャオチン）」の頁が開く。

## キャスト
| 役名                                                      | 俳優                         | 日本語吹替 |
| --------------------------------------------------------- | ---------------------------- | ---------- |
| プウ・スンリン（蒲松齢）                                  | ジャッキー・チェン（成龍）   | 石丸博也   |
| イエン・チュイシャ（燕赤霞） ニン・ツァイチェン（寧采臣） | イーサン・ルアン（阮經天）   | 高橋広樹   |
| シャオチン（聶小倩）                                      | エレイン・チョン（鍾楚曦）   | 早見沙織   |
| ヤンフェイ（嚴飛）                                        | リン・ボーホン（林柏宏）     | KENN       |
| 鏡の妖魔チンヤオ（鏡妖）                                  | リン・ポン（林鵬）           | 水樹奈々   |
| チェン隊長（劉全震）                                      | チャオ・シャン（喬杉）       | 竜門睦月   |
| チン・カン（健康）                                        | ランス・リュー（劉智福）     | 鈴木拡樹   |
| チン・チュアン（健壮）                                    | マーク・リュー（劉智満）     | 鈴木拡樹   |
| チン・メイ（健美）                                        | チャールズ・リュー（劉智堂） | 鈴木拡樹   |
| チュウ知事（初県令）                                      | パン・チャンジアン（潘長江） | 山本兼平   |
| チュウ夫人（初夫人）                                      | キングダム・ユン（苑瓊丹）   | 今泉葉子   |
| ププ（初小姐）                                            | 姜嫄                         | 本宮佳奈   |

## スタッフ
- 監督：ヴァッシュ・ヤン（嚴嘉）
- 製作：アガン（阿甘）
- 脚本：ボーハム・リュー（劉伯翰）、ジアン・ウェン
- 撮影：チェ・ヨンファン（崔永桓）
- 編集：ウォン・ホイ
- 音楽：チャオ・チャオ（趙兆）
- プロダクションデザイン：ローソン・ルー
- アクション監督：ホー・ジュン（何鈞）
- VFXスーパーバイザー：ザック・チャン

- 日本語字幕版スタッフ
翻訳：岡田壯平
日本語吹替版スタッフ
翻訳：田辺佳子
演出：市来満

## 関連作品
- チャイニーズ・ゴースト・ストーリー